# 2006年トリノオリンピックのオーストラリア選手団
2006年トリノオリンピックのオーストラリア選手団（2006ねんトリノオリンピックのオーストラリアせんしゅだん）は、2006年2月10日から2月26日までイタリアのトリノで開催された2006年トリノオリンピックのオーストラリア選手団、およびその競技結果。

## 概要
今大会は、金メダル1個、銅メダル1個、計2個のメダルを獲得した。

## メダル
| メダル | 選手名                 | 競技                 | 種目           |
| ------ | ---------------------- | -------------------- | -------------- |
| 金     | デイル・ベッグ＝スミス | フリースタイルスキー | 男子モーグル   |
| 銅     | アリサ・キャンプリン   | フリースタイルスキー | 女子エアリアル |